# St. Ulrich (Bachtels)

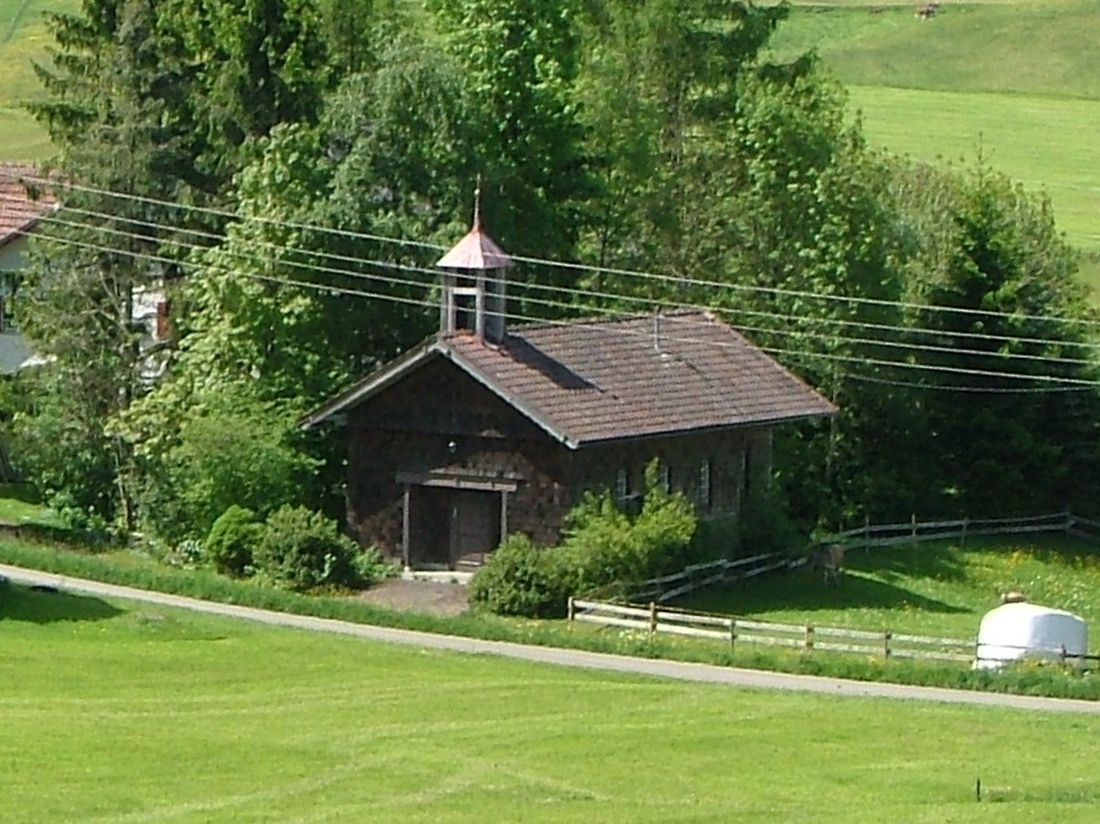
St. Ulrich in Bachtels

Die römisch-katholische Kapelle St. Ulrich befindet sich in Bachtels, einem Ortsteil von Wiggensbach im Landkreis Oberallgäu (Bayern). Die Kapelle, ein Neubau von 1938, steht unter Denkmalschutz. Aus dem Vorgängerbau dieser Kapelle stammt die Holzfigur des heiligen Ulrich aus der Zeit um 1470/1480. Daneben findet sich noch die Holzfigur des Evangelisten Johannes aus der zweiten Hälfte des 17. Jahrhunderts in der Kapelle sowie eine barocke Muttergottesfigur.